# 382 до н. е.
Рік 382 до н. е. був роком часів до юліанського римського календаря. Був відомий як 372 рік від закладення міста Рим). Деномінація 382 до н. е. для позначення цього року, почала існувати із часів раннього середньовіччя, коли для нумерації років в Європі стала популярною календарна ера Anno Domini.

## Події
- закінчилася єгипетсько-перська війна.

## Народились
- Філіпп II Македонський — правитель Македонії з 359 до н. е. Батько Александра Македонського.
- Антигон I Одноокий — діадох.